# Felgendynamo
Ein Felgendynamo ist ein Fahrraddynamo, der die Felge als Antrieb benutzt.

## Mit Reibrad
Felgendynamos mit Reibrad ähneln dem Seitenläuferdynamo. Im Gegensatz zu diesem liegt die Reibrolle nicht an der Reifenflanke, sondern an der Felgenflanke an. Er erlaubt beispielsweise den Dynamoeinsatz an Mountainbikes mit stark profilierten Geländereifen oder an Rennrädern mit sehr kleinen Reifenquerschnitten. Ihre Verbreitung ist gering, da der Markt mehr und mehr von Nabendynamos dominiert wird.
Eine Felgenflanke als Anlagefläche für ein Reibrad bietet den Vorteil, weitestgehend plan zu sein. Dies erlaubt einen ruhigen gleichmäßigen Lauf. Bei großen Reifenquerschnitten gegenüber der Felge muss der Dynamo für den Reifenwechsel/Pannenfall sehr weit geschwenkt oder demontiert werden. Gegenüber dem Nabendynamo erlauben die höheren Drehzahlen eine sehr kompakte Bauweise des elektrischen Generators.
Ist das Fahrrad mit Felgenbremsen ausgerüstet, sammelt sich der Abrieb auf der Felge und die Riefen verschleißen das als Kontaktpartner zur harten Felge weich ausgeführte Dynamoreibrad, was ein zusätzliches Verschleißteil bedeutet. Beim Umbau von Seitenläuferdynamos begünstigt der ungleichmäßige Lauf der häufig preisgünstig nur zweipolig ausgeführten Dynamos das Durchrutschen, wenn die Anpresskraft zu gering ist. Dieses Problem besteht auch am Reifen, jedoch lässt sich dort oft eine robustere Kraftübertragung („Verzahnung“ Reifen/Dynamorad) herstellen. Mehrpolige Dynamos entschärfen dieses Problem.
Bei Hinterradmontage muss die Justierung des Dynamo abhängig vom Spannsystem der Kette (vor allem Räder ohne Schaltung und mit Nabenschaltung) bei jedem Kettenspannvorgang/Radausbau kontrolliert und ggf. korrigiert werden. Fehlausrichtung führt zu erhöhtem Verschleiß des Reibrades oder zu Leistungsverlust.

## Mit Wirbelstromkupplung
Felgendynamos können auf Aluminiumfelgen berührungslos laufen, wenn sie einen Permanentmagnetrotor besitzen, der sehr nahe zur Felge montiert ist. Dann wird der Rotor ähnlich wie bei einer Wirbelstrombremse mitgenommen. Der Rotor seinerseits dient als Läufer eines Synchrongenerators, der aus einer ihn partiell umschließenden Spule besteht. Das Prinzip gestattet eine vollgekapselte Bauweise ohne Verschleißteile. Leistung und Wirkungsgrad solcher Lichter bzw. Dynamos sind geringer als die anderer Bauformen.

## Historische Bauformen
Bei den Reiserädern französischer Konstrukteure (z. B. René Herse, Alex Singer, Camille Daudon) wurde offenbar schon in den frühen 1950er Jahren mit dem Thema Felgendynamo experimentiert, allerdings mit unterschiedlichen Reibradaufsätzen für konventionelle Seitenläuferdynamos der französischen Firma Soubitez in der klassischen Flaschenform.